# Züricher Park
Der Züricher Park ist eine öffentliche Grünanlage in Nürnberg.

## Ausgestaltung
Er wurde am 8. April 2025 im Stadtteil Großreuth bei Schweinau eröffnet und liegt zwischen der Züricher Straße, der Gerhart-Hauptmann-Straße, der Hartungstraße und der Genfer Straße direkt am U-Bahnhof Großreuth bei Schweinau. Auf rund drei Hektar ehemals bracher Fläche ist eine vielseitige Anlage mit zwei öffentlichen Spielplätzen, großzügigen Rasenflächen für Sport- und Freizeiterlebnisse, 198 neuen Bäumen und viel Grün für das neue Stadtquartier entstanden.